# إباتينغا
إباتينغا (بالبرتغالية: Ipatinga‏) هي بلدية تقع شرق ولاية ميناس جرايس،البرازيل.تم تأسيسها سنة 1964،بلغ عدد سكانها في 2019 263،410 نسمة.